# Malaxis macrostachya
Malaxis macrostachya är en orkidéart som först beskrevs av Juan José Martinez de Lexarza, och fick sitt nu gällande namn av Carl Ernst Otto Kuntze. Malaxis macrostachya ingår i släktet knottblomstersläktet, och familjen orkidéer. Inga underarter finns listade i Catalogue of Life.